# Hvam Mejeriby
Hvam Mejeriby – miasto w Danii, w regionie Jutlandia Środkowa, w gminie Holstebro.